# Contractietektoniek
Contractietektoniek is een tektonisch regime waarin tektonische vervormingen op een planeet voornamelijk veroorzaakt worden door de mechanische spanningen als gevolg van het inkrimpen van de planeet. Inkrimpen is meestal het gevolg van een geleidelijke afkoeling. De vaste korst wordt daardoor als het ware te groot (ongeveer zoals de schil van een uitgedroogde appel). Expansietektoniek heeft het tegengestelde effect van contractietektoniek.
De contractietektoniek werd in de loop van de 19e eeuw gebruikt om breukvorming en plooiingsgebergten op Aarde te verklaren. Uiteindelijk werd deze theorie verlaten omdat er op Aarde zowel gebieden van compressie als uitrekking voor komen, waardoor men niet kan stellen dat de Aarde op grote schaal gekrompen is. Tegenwoordig verklaart met de tektoniek van de Aarde vooral aan de hand van de platentektoniek.
Toch werd de contractietektoniek weer uit de koelkast gehaald om opschuivingsbreuken, zoals Discovery Rupes op de planeet Mercurius te verklaren. Mercurius bestaat voor een belangrijk deel uit ijzer en gesteentemateriaal, dat bij het stollen kromp. Hierop paste het oppervlak van Mercurius zich aan door een uitgebreid netwerk van opschuivingsbreuken te vormen.
Een kleinere, meer lokale, vorm van contractietektoniek treffen we aan bij de mareruggen op de Maan. Daar krijgen we vervorming van een vulkanische vlakte door het stollen en krimpen van het lavadek.